# Jo Dee Messina
Jo Dee Messina, född 25 augusti 1970 i Holliston, Massachusetts, är en amerikansk countrysångerska. Hon slog igenom 1996 med sin debutsingel "Heads Carolina, Tails California".
Messina föddes och växte upp i Massachusetts och började uppträda som sångerska under tonåren. Vid 19 års ålder flyttade hon till Nashville, Tennessee. Där fick hon efter en tid skivkontrakt med Curb Records. Hennes debutskiva, Jo Dee Messina, släpptes 1996. Debutsingeln, "Heads Carolina, Tails California" nådde andraplatsen på countrytopplistan och skivan nådde guldcertifiering av RIAA för över 500 000 sålda exemplar. Hennes andra skiva, I'm Alrigt släpptes 1998 och tre singlar på rad från denna skiva nådde förstaplatsen på countrytopplistan och ytterligare två nådde topp 10-placeringar. I'm Alright sålde över två miljoner exemplar och certifierades dubbelplatina i USA. 2000 mottog Messina "Horizon Award" från Country Music Association och även andra priser.
Hennes tredje skiva, Burn släpptes 2000 och gav upphov till flera framgångsrika singlar, bland annat "That's the Way" och "Bring On the Rain" (duett med Tim McGraw) som båda toppade countrylistan. 2002 släppte hon en julskiva, A Joyful Noise. 2003 släppte hon ett samlingsalbum med sina största hits samt några nya låtar. 2005 släppte hon skivan Delicious Surprise. Singeln "My Give a Damn's Busted" blev hennes första listetta sedan 2001. Därefter har hon släppt några singlar och en trilogi kortare skivor, varav de två senaste i digitalt format.
Messina är sedan 2007 gift med Chris Deffenbaugh med vilken hon har två söner, födda 2009 och 2012. Hon har varit engagerad i Special Olympics.

## Diskografi (urval)
Studioalbum
- 1996: Jo Dee Messina
- 1998: I'm Alright
- 2000: Burn
- 2005: Delicious Surprise
- 2014: Me

Samlingsalbum
- 2003: Greatest Hits

Singlar (topp 10 på Billboard Hot Country Songs)
- 1996: "Heads Carolina Tails California / Walk to the Light" (#2)
- 1996: "You're Not in Kansas Anymore" (#7)
- 1998: "Bye Bye / I'm Allright" (#1)
- 1998: "Stand Beside Me" (#1)
- 1999: "Lesson in Leavin" (#2)
- 1999: "Because You Love Me" (#8)
- 2000: "That's the Way / Even God Must Get the Blues" (#1)
- 2000: "Burn" (#2)
- 2001: "Downtime" (#5)
- 2001: "Bring On the Rain" (med Tim McGraw) (#1)
- 2005: "My Give a Damn's Busted" (#1)

EPs
- 2010: Unmistakable: Love
- 2010: Unmistakable: Drive
- 2010: Unmistakable: Inspiration